# Férfi szabadpisztoly az 1900. évi nyári olimpiai játékokon
A férfi pisztoly versenyszám egy az öt közül amit az 1900. évi nyári olimpiai játékok, sportlövészet versenyei alatt megrendeztek Párizsban. 1900. augusztus 1.rendezték meg. 20 versenyző, 4 nemzetből indult, mindenhonnan 5-en.

## Érmesek
| Event  | Arany                                                                         | Ezüst                                                                         | Bronz                                                                                       |
| Egyéni | Svájc Karl Röderer                                                            | Franciaország Achille Paroche                                                 | Svájc Konrad Stäheli                                                                        |
| Csapat | Svájc Friedrich Lüthi Paul Probst Louis Richardet Karl Röderer Konrad Stäheli | Franciaország Louis Duffoy Maurice Lecoq Léon Moreaux Achille Paroche Trinité | Hollandia Solko van den Bergh Antonius Bouwens Dirk Boest Gips Henrik Sillem Anthony Sweijs |

## Végeredmény

### Egyéni
Mind versenyző 60-at lőtt, így a megszerezhető pont max. 600 volt.
| Helyezés | Versenyző           | Nemzetiség    | Eredmény |
| -------- | ------------------- | ------------- | -------- |
| 1        | Karl Röderer        | Svájc         | 503      |
| 2        | Achille Paroche     | Franciaország | 466      |
| 3        | Konrad Stäheli      | Svájc         | 453      |
| 4        | Louis Richardet     | Svájc         | 448      |
| 5        | Louis Duffoy        | Franciaország | 442      |
| 6        | Dirk Boest Gips     | Hollandia     | 437      |
| 7        | Friedrich Lüthi     | Svájc         | 435      |
| 7        | Léon Moreaux        | Franciaország | 435      |
| 9        | Paul Probst         | Svájc         | 432      |
| 10       | Trinité             | Franciaország | 431      |
| 11       | Maurice Lecoq       | Franciaország | 429      |
| 12       | Henrik Sillem       | Hollandia     | 408      |
| 13       | Alban Rooman        | Belgium       | 405      |
| 14       | Thèves              | Belgium       | 404      |
| 15       | Antonius Bouwens    | Hollandia     | 390      |
| 16       | Victor Robert       | Belgium       | 351      |
| 17       | Eichorn             | Belgium       | 345      |
| 18       | Solko van den Bergh | Hollandia     | 331      |
| 19       | Charles Lebègue     | Belgium       | 318      |
| 20       | Anthony Sweijs      | Hollandia     | 310      |

### Csapat
Mind az öt versenyző végeredménye beleszámított, így a megszerezhető pont max. 3000 volt.
| Helyezés | Csapat                                                     | Eredmény 1 | Eredmény 2 | Eredmény 3 | Eredmény 4 | Eredmény 5 | Összesen |
| -------- | ---------------------------------------------------------- | ---------- | ---------- | ---------- | ---------- | ---------- | -------- |
| 1        | Svájc Röderer, Stäheli, Richardet, Lüthi, Probst           | 503        | 453        | 448        | 435        | 432        | 2271     |
| 2        | Franciaország Paroche, Duffoy, Moreaux, Trinité, Lecoq     | 466        | 442        | 435        | 431        | 429        | 2203     |
| 3        | Hollandia Van Haan, Sillem, Bouwens, Van den Bergh, Sweijs | 437        | 408        | 390        | 331        | 310        | 1876     |
| 4        | Belgium Rooman, Thèves, Robert, Eichorn, Lebègue           | 405        | 404        | 351        | 345        | 318        | 1823     |